# سناتور (فیلم)
سناتور یک فیلم به کارگردانی مهدی صباغ‌زاده و تهیه کنندگی غلامرضا موسوی ، نویسندگی فریدون جیرانی است. این فیلم محصول کشور ایران و تولید سال ۱۳۶۲ و پرفروش‌ترین فیلم سال ۱۳۶۳ سینمای ایران می‌باشد.

## خلاصه داستان
استوار حقگو مقدار زیادی هروئین را که در کامیونی جاسازی شده است، کشف می‌کند. علی حقیقت، راننده کامیون، از وجود هروئین‌ها اظهار بی اطلاعی می‌کند. با اطلاعاتی که علی در اختیار استوار حقگو می‌گذارد استوار در می‌یابد که شبکه ورود و توزیع هروئین را سناتوری انتصابی رهبری می‌کند. او ماجرا را به اداره آگاهی و شهربانی اطلاع می‌دهد، اما آنها از پیگیری ماجرا طفره می‌روند. استوار حقگو تنها راه چاره را در این می‌بیند که سناتور را با شلیک گلوله به قتل برساند، و در سمیناری، که برای بحث درباره زیان اعتیاد برگزار شده، سناتور را از پا درمی‌آورد.

## بازیگران
- فرامرز قریبیان در نقش استوار حقگو
- بیژن امکانیان در نقش علی حقیقت
- عنایت‌الله بخشی در نقش خرمی
- مظفر سلطانی در نقش اعتمادزاده
- بهزاد رحیم‌خانی در نقش هوشیار
- پریدخت اقبال‌پور در نقش مادر علی حقیقت
- سعید نیوندی در نقش سناتور
- حسین ملکی در نقش گروهبان عباسی
- حسن پورمهر در نقش رئیس پاسگاه
- رضا قوامی در نقش سرهنگ عطاریانی